# Хелсингер
Хелсингер (дан. Helsingør) је значајан град у Данској, у источном делу државе. Град је у оквиру покрајине Велики Копенхаген, где са околним насељима чини једну од општина, општину Хелсингер. Данас Хелсингер има око 46 хиљада становника у граду и око 61 хиљаду у ширем градском подручју.
Хелсингер је познат по замку Кронборг, који је био место радње у Шекспировој трагедији "Хамлет".

## Географија
Хелсингер се налази у крајње источном делу Данске. Од главног града Копенхагена, град је удаљен 45 километара западно. Хелсингер се истоимено представља тачку Данке, која је најближа Шведској и Скандинавском полуострву. Наспрам Хелсингера се налази шведски град Хелсинборј, удаљен око 4 км преко мора.
Рељеф: Град Хелсингер се налази у крајње североисточној тачки данског острва Сјеланд. Градско подручје је покренуто за данске услове. Надморска висина средишта града креће се од 0 до 50 метара.
Клима: Клима у Хелсингеру је умерено континентална са утицајем Атлантика и Голфске струје.
Воде: Хелсингер се образовао на месту где је почиње Ересундски пролаз од стране Категата. На датом месту пролаз је најужи, тј. ту је острво Сјеланд најближе Шведској и Скандинавском полуострву.

## Историја
Подручје Хелсингера било је насељено још у доба праисторије. Данашње насеље први пут се спомиње око 1231. г. 1420. године на датом месту је подигнут замак, који је био покретач развоја насеља. Стога је насеље у 17. веку добило градска права.
И поред петогодишње окупације Данске (1940-45.) од стране Трећег рајха Хелсингер и његово становништво нису много страдали.

## Становништво
Данас Хелсингер има око 46 хиљада у градским границама и око 61 хиљаду са околним насељима.
Етнички састав: Становништво Хелсингера је до пре пар деценија било било готово искључиво етнички данско. И данас су етнички Данци значајна већина, али значајан део становништва су скорашњи усељеници. Тако град данас има велик број досељеника, пре свега турске, арапске и ромске народности.

## Привреда
Хелсингер је данас првенствено ослоњен на терцијарни привредни сектор, пословање, услуге и туризам.

## Знаменитости
Град Хелсингер је значајно туристичко одредиште, пре свега захваљујући замку Кронборг, који је био место радње у Шекспировој трагедији "Хамлет".
- Дворац Кронборг (15. век, дограђен у 16. веку)
- Црква св. Марије (1430)
- Црква св. Олафа (1559)

## Галерија
- Главна пешачка улица
- Замак Кронборг
- Црква св. Олафа
- Стара лука Хелсингера